# Natatolana nukumbutho
Natatolana nukumbutho is een pissebed uit de familie Cirolanidae. De wetenschappelijke naam van de soort is voor het eerst geldig gepubliceerd in 1995 door Bruce & Olesen.